# Lindisfarne College
Lindisfarne College ist eine weiterführende Schule für Jungen in Neuseeland, die dem neuseeländischen Schulsystem entsprechend die Schuljahre 7 und 8 (Intermediate School) und 9 bis 13 beinhaltet. Das College liegt in Hastings, Hawke’s Bay.

## Allgemeine Informationen
Die Schule hat eine Schulpartnerschaft mit dem Iona College, das im nahen Stadtteil Havelock North liegt.
Lindisfarne College betreibt ein Haussystem mit den vier Häusern Aidan, Cuthbert, Oswald und Durham, die sich von der Geschichte des Klosters Lindisfarne ableiten, nach dem die Schule benannt ist.
Um eine gewisse Tradition der Häuser zu erreichen, kommen Schüler, die bereits Verwandte (Vater oder Bruder etc.) in der Schule hatten, in deren ehemaliges Haus. Andernfalls werden sie gleichmäßig verteilt.
Die Häuser treten regelmäßig in Wettkämpfen gegeneinander an und erhalten bei Siegen sogenannte Hauspunkte. Das Haus mit den meisten Punkten am Jahresende, ist Gewinner des „Gahan Shields“.  Ungefähr die Hälfte der Schüler sind Internatsschüler, welche pro Jahr 15.500 NZD (etwa 8.680 Euro) Schulgeld aufbringen müssen. An der Schule werden die Sprachen Englisch, Maori und Französisch unterrichtet.
Der Rektor der Schule ist seit dem Jahr 2010 Ken MacLeod.

## Geschichte
Lindisfarne College wurde 1953 von der Herrick-Familie gegründet, von denen auch das Land, auf welchem die Schule gebaut ist, gestiftet wurde. Die Schule startete mit 33 Schülern im ersten Jahr, aber seitdem ist sie stark gewachsen, sodass inzwischen mehr als 450 Schüler unterrichtet werden (Angaben von 2008). In den letzten Jahren wurden bauliche Veränderungen an der Schule vorgenommen, wie zum Beispiel die Cafeteria, die Sporthalle und der Musikflügel. Weiterhin wurde ein neuer Bereich mit einem Auditorium und neuen Klassenzimmern für das Fach „oral communication“ gebaut.

## Aktivitäten
- Gemeinsame Projekte: Lindisfarne hat einen Austausch von Aktivitäten mit der Hastings Girls High School. Mit dieser Schule macht Lindisfarne College gemeinsame Musik- und Theaterprojekte. Außerdem ist die Partnerschule von Lindisfarne, Iona College, an verschiedenen Theater- sowie Musikprojekten beteiligt.
- Akademische Leistung: Lindisfarne College legt sehr viel wert auf akademische Leistung und schreitet schnell mit dem Unterrichtsstoff fort. Daraus resultiert, dass die Schüler einer Stufe die Möglichkeit haben, mindestens zwei Unterrichtsfächer gegenüber anderen Schülern derselben Stufe, voraus zu haben.
- Christliche Ausrichtung: Schulgottesdienst ist für alle Schüler, egal welcher Jahrgangsstufe verpflichtend. Während der Woche werden dienstags und donnerstags Schulgottesdienste abgehalten und jeder Schüler muss drei Sonntagsgottesdienste im Jahr besuchen.
- Sport: Lindisfarne College legt auch  großen Wert auf sportliches Engagement. Jeder Schüler muss sich an sportlichen Aktivitäten rund um die Schule beteiligen. Einige  ehemalige Schüler setzen sich sportlich für Neuseeland ein. Des Weiteren haben sich eine große Anzahl der Schüler an Junioren-Nationalteams beteiligt und beteiligen sich noch.

## Bekannte ehemalige Schüler
- Israel Dagg – Spieler neuseeländisches Rugby-Nationalteam
- Campbell Johnstone – Ehemaliger Spieler neuseeländisches Rugby-Nationalteam
- Duane Kale – Paralympischer Schwimmer; Goldmedaillen-Gewinner
- Daniel Meech – Bronze-Medaille der Commonwealth Games
- Taine Randell – Ehemaliger Kapitän neuseeländisches Rugby-Nationalteam
- John Timu – Ehemaliger Spieler neuseeländisches Rugby-Nationalteam